# Adam von Bochinia
Adam von Bochinia (polnisch: Adam z Bochenia/Bochynia/Bochnia, Adam z Łowicza, Adam Polak, latinisiert auch Adamus Polonus; † 1514) war ein polnischer Arzt und Humanist.
Adam war Hofarzt des polnischen Königs Zygmunt I. Stary und Professor an der Universität Krakau, deren Rektor er von 1510 bis 1511 zugleich war. Als Denker des Humanismus wehrte er sich gegen die Dominanz des geistlichen Standes über die weltlichen Stände. Außerdem stellte er die These auf, dass die Menschheit als Gattung unsterblich sei. Als sein Hauptwerk gilt die Schrift Dyalogus de quatuor statuum, ob assequendam immortalitatem contentione, die 1508 bei Johannes Haller in Krakau gedruckt wurde.